# Черненко-Чорний Порфірій Костянтинович
Черненко-Чорний Порфірій Костянтинович (нар. Бахмут — пом. невідомо) — український військовий діяч, підполковник, начальник штабу 1-ї Запорізької бригади 1-ї Запорізької стрілецької дивізії Армії УНР. Влітку-восени 1921 року — начальник штабу та розвідувального відділу Бессарабської повстанської групи Армії УНР.

## Життєпис
Порфірій Черненко-Чорний народився у Бахмуті — нині місто Донецької області. Служив у Російській імператорській армії, учасник Першої світової війни. Останнє звання у російській армії — штабс-капітан. З січня 1919 року — помічник командира 1-го Синього полку з господарчої частини Дієвої армії УНР. У 1920 році — начальник штабу 1-ї Запорізької бригади 1-ї Запорізької стрілецької дивізії Армії УНР.
Влітку-восени 1921 року Черненко-Чорний тимчасово перебував на посаді начальника штабу та начальника розвідувального відділу Бессарабської повстанської групи Армії УНР. У період служби в Повстанській армії УНР конфліктував з командувачем групою Гулим-Гуленко та начальником цивільного управління групи Поплавським з приводу використання державних коштів УНР, виділених на організацію повстання. Натомість Поплавський звинувачував Черненка у крадіжці приватних речей.
Після ліквідації румунською владою штабу Бессарабської повстанської групи, попри заборону, Черненко-Чорний переїхав до Бухаресту, де співпрацював із дипломатичною місією УНР в Румунії.
У 1922 році Черненко-Чорний нелегально їздив у радянську Україну.
Подальша доля невідома.